# Cattedrale di San Fernando (San Antonio)
La cattedrale di San Fernando (in spagnolo: Catedral de San Fernando) è la cattedrale cattolica della città di San Antonio, in Texas, Stati Uniti, e sede dell'arcidiocesi di San Antonio.

## Storia

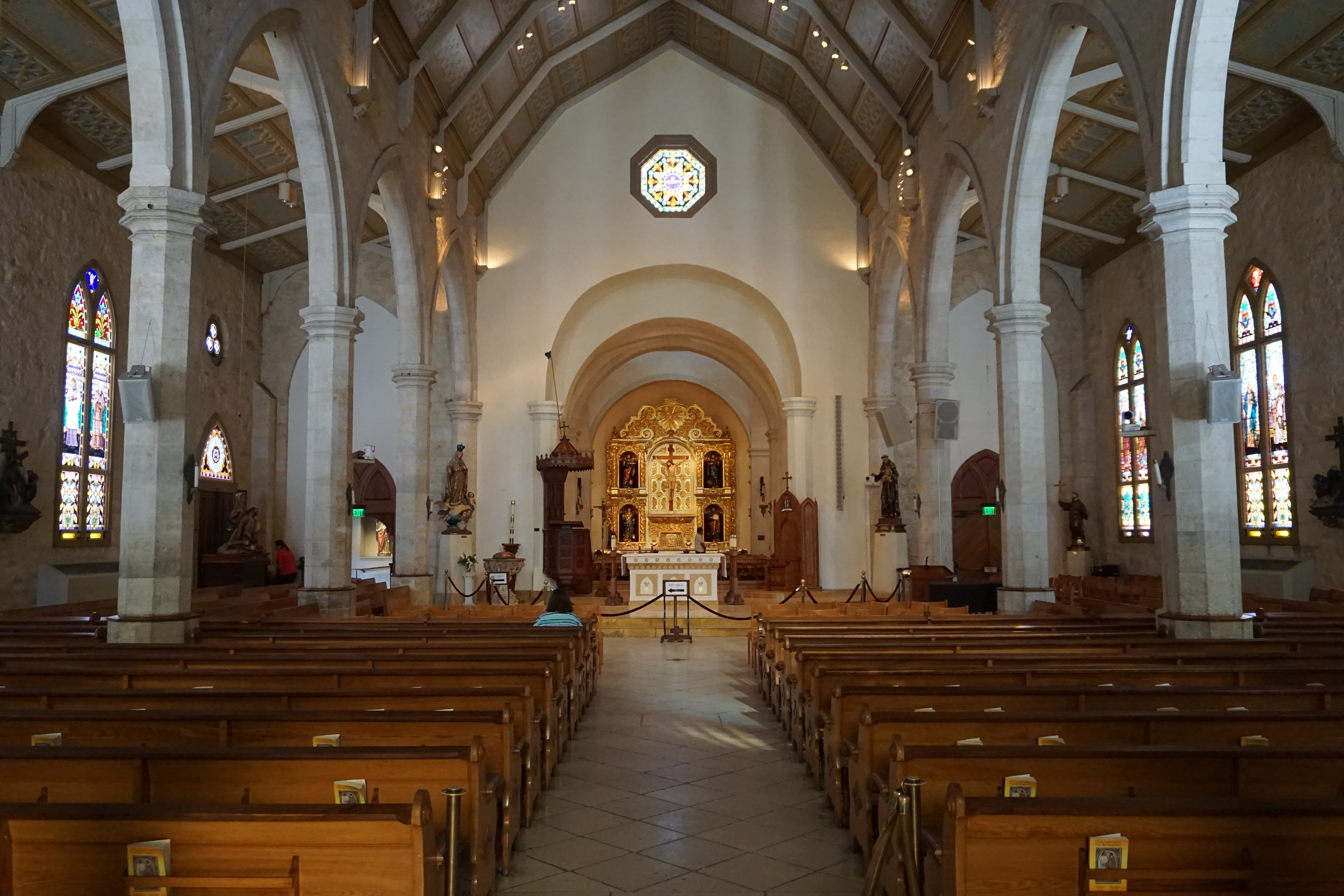
Interno della chiesa

La chiesa originaria di San Fernando è stata costruita tra il 1738 e il 1750. Le mura di quella chiesa oggi sono parte della cattedrale e ne fanno la più antica cattedrale nello Stato del Texas. La chiesa è dedicata a Ferdinando III di Castiglia, che regnò nel XIII secolo in Spagna. Il fonte battesimale, che si ritiene essere un dono di Carlo III, che fu incoronato re di Spagna nel 1759, è il più antico arredo liturgico presente nella cattedrale. La cattedrale fu costruita dai coloni delle isole Canarie, per questo motivo all'interno è presente un quadro della Vergine di Candelaria, patrona delle Isole Canarie.
Nel 1868, sotto la regia dell'architetto Francois P. Giraud, la cattedrale è stata notevolmente ampliata in stile neogotico. Le pietre scolpite delle stazioni della Via Crucis sono state aggiunte nel 1874. Le suggestive vetrate risalgono invece al 1920.
Il 13 settembre del 1987 la cattedrale è stata visitata da papa Giovanni Paolo II durante l'unica visita di un papa in Texas. Una lapide di marmo ricorda l'evento.